# Ентони Блинкен
Ентони Џон Блинкен (енгл. Antony John Blinken; 16. април 1962) амерички је политичар и дипломата који од 2021. до 2025. године обављао функцију државног секретара Сједињених Америчких Држава. Претходно је био заменик Џона Керија под председником Бараком Обамом. Био је заговорник инвазије на Ирак 2003. као директор демократског штаба Сенатског одбора за спољне послове.